# St. Paul Island
St. Paul Island är en ö i Kanada.   Den ligger i provinsen Nova Scotia, i den östra delen av landet, 1 200 km öster om huvudstaden Ottawa. Arean är 5,0 kvadratkilometer.
Terrängen på St. Paul Island är platt. Öns högsta punkt är 126 meter över havet. Den sträcker sig 5,0 kilometer i nord-sydlig riktning, och 2,5 kilometer i öst-västlig riktning.